# Gunas
Gunas és un pas de muntanya a Himachal Pradesh al sud de la serralada de l'Himàlaia. El pas està situat damunt del riu Rupin, un afluent del riu Tons. L'altura del pas és de 4.968 msnm.